# Live at Montreux 2013
Live at Montreux 2013 (англ. Концерт в Монтрё) — концертное видео американской рок-группы ZZ Top, вышедшее в 2014 году.

## Об альбоме
В альбоме представлено выступление американской группы ZZ Top состоявшееся 10 июля 2013 года в зале Stravinski Auditorium во время традиционного джазового фестиваля в Монтрё.
Альбом вышел в 2014 году в форматах DVD и Blu-ray. Группа, наряду с собственными хитами, исполнила три джаз-блюз трибьюта в память о создателе фестиваля Клоде Нобсе, который умер в январе 2013 года. На двух трибьютах в качестве гостей приняли участие техасские музыканты Майк Фланигин (Хаммонд-орган) и Ван Уилкс (гитара) и это было первое выступление группы с участием гостей за всю её историю . В качестве бонуса на релизе содержались интервью Билли Гиббонса и Дасти Хилла и материал о пребывании Билли Гиббонса в Монтрё. 
Релиз получил хорошие отзывы: «Они работают как хорошо смазанная машина…Самое удивительное то, что песни, сколько бы раз они их не играли, исполняются с домашней добротой и заботой. Waitin' For The Bus, Gimme All Your Lovin', Pincushion звучат всё также тепло и вкусно, как тогда, когда они были выпущены» . «По сравнению с другими DVD группы этот даже немного удивил успешным джаз-блюз джемом памяти основателя фестиваля Клода Нобса». 

## Список композиций

### CD 1
| №   | Название                                                        | Музыка                                                                         | Длительность |
| --- | --------------------------------------------------------------- | ------------------------------------------------------------------------------ | ------------ |
| 1.  | «Got Me Under Pressure» (из альбома Eliminator)                 | Билли Гиббонс, Дасти Хилл, Фрэнк Бирд                                          |              |
| 2.  | «Waitin' For The Bus» (из альбома Tres Hombres)                 | Билли Гиббонс, Дасти Хилл, Фрэнк Бирд                                          |              |
| 3.  | «Jesus Just Left Chicago» (из альбома Tres Hombres)             | Билли Гиббонс, Дасти Хилл, Фрэнк Бирд                                          |              |
| 4.  | «Gimme All Your Lovin'» (из альбома Eliminator)                 | Билли Гиббонс, Дасти Хилл, Фрэнк Бирд                                          |              |
| 5.  | «Pincushion» (из альбома Antenna)                               | Билли Гиббонс, Дасти Хилл, Фрэнк Бирд                                          |              |
| 6.  | «I Gotsta Get Paid» (из альбома La Futura)                      | Дори Дорси, Билли Гиббонс, Кайл Вест, Альберт Браун III, Джо Харди, Дж. Л. Мун |              |
| 7.  | «Flyin' High» (из альбома La Futura)                            | Билли Гиббонс, Остин Хэнкс, Дэвид Сарди                                        |              |
| 8.  | «Kiko» (из альбома I've Got a New Woman)                        | Джимми МакГрифф                                                                |              |
| 9.  | «I Loved The Woman» (из альбома Freddy King Sings Фредди Кинга) | Билли Майлс, Натаниэл Натан                                                    |              |
| 10. | «Foxey Lady» (из альбома Are You Experienced)                   | Джими Хендрикс                                                                 |              |
| 11. | «My Head's In Mississippi» (из альбома Recycler)                | Билли Гиббонс, Дасти Хилл, Фрэнк Бирд                                          |              |
| 12. | «Chartreuse» (из альбома La Futura)                             | Билли Гиббонс, Дасти Хилл, Фрэнк Бирд                                          |              |
| 13. | «Sharp Dressed Man» (из альбома Eliminator)                     | Билли Гиббонс, Дасти Хилл, Фрэнк Бирд                                          |              |
| 14. | «Legs» (из альбома Eliminator)                                  | Билли Гиббонс, Дасти Хилл, Фрэнк Бирд                                          |              |
| 15. | «Tube Snake Boogie» (из альбома El Loco)                        | Билли Гиббонс, Дасти Хилл, Фрэнк Бирд                                          |              |
| 16. | «La Grange» (из альбома Tres Hombres)                           | Билли Гиббонс, Дасти Хилл, Фрэнк Бирд                                          |              |
| 17. | «Tush» (из альбома Fandango!)                                   | Билли Гиббонс, Дасти Хилл, Фрэнк Бирд                                          |              |

## Состав
- Билли Гиббонс — вокал, гитара
- Дасти Хилл — бас-гитара, бэк-вокал, совокал, вокал
- Фрэнк Бирд — ударные

### Гости
- Майк Фланигин — Хаммонд-орган на Kiko и I Loved The Woman
- Ван Уилкс — гитара на Kiko и I Loved The Woman